# Marge reste de glace
 (janvier 2021).
Si vous disposez d'ouvrages ou d'articles de référence ou si vous connaissez des sites web de qualité traitant du thème abordé ici, merci de compléter l'article en donnant les références utiles à sa vérifiabilité et en les liant à la section « Notes et références ».
Marge reste de glace (France) ou Bar laitier (Québec) (Ice Cream of Margie (with the Light Blue Hair)) est le 7e épisode de la saison 18 de la série télévisée d'animation Les Simpson.

## Synopsis
Homer se fait renvoyer par son patron pour avoir pris ce dernier pour une glace. Il court après le vendeur d'Esquimau dont il s'avère être le meilleur client. Celui-ci meurt et Homer décide de lui succéder.
Marge, de son côté, voudrait que l'on se souvienne d'elle et décide de se servir de bâtonnets de glace laissés par Homer pour devenir sculptrice. Alors qu'elle allait connaître son heure de gloire, Homer l'en empêche au dernier moment.